# نورث امریکن اف-۱۰۰ سوپرسیبر
نورث امریکن اف-۱۰۰ سوپرسیبر(به انگلیسی: North American F-100 Super Sabre) جنگندهٔ جت فراصوتی بود که از سال ۱۹۵۴ تا ۱۹۷۱ در نیروی هوایی آمریکا به خدمت گرفته می‌شد. این جنگنده تا سال ۱۹۷۹ در گارد ملی هوایی آمریکا خدمت می‌کرد. اف-۱۰۰ ساخت شرکت نورث امریکن اوییشن بود که به عنوان جانشین برتر جنگندهٔ برتری هوایی اف-۸۶ سیبر ساخته شد. اف-۱۰۰ اولین جنگندهُ سری سنچری بود.
این شکاری بمب‌افکن برای حمله به هدف‌های ویتنام شمالی جای خود را به اف-۱۰۵ ثاندرچیف داد و محدودهٔ عملیاتی آن در جنگ ویتنام محدود به ویتنام جنوبی برای درگیری‌های نزدیک هوایی می‌شد تا این که جنگندهٔ کارآمدتر ای-۷ کورسر۲ جایگزین آن شد. اف-۱۰۰ در کشورهای دیگر عضو ناتو و بعضی از کشورهای متحد آمریکا نیز به خدمت گرفته شد.

## طراحی و ساخت

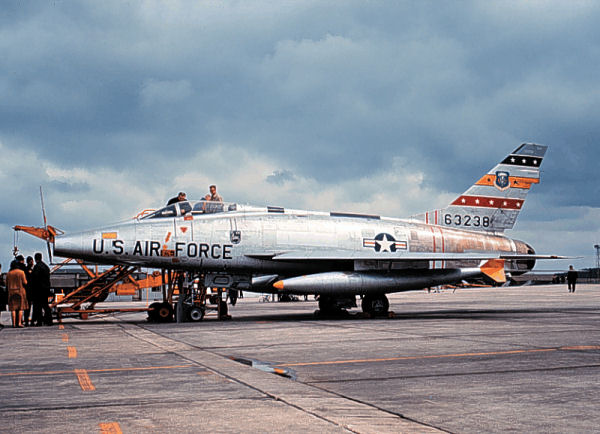
یک فروند اف-۱۰۰ سوپرسیبر متعلق به نیروی هوایی آمریکا

در ژانویهُ ۱۹۵۱ شرکت نورث آمریکن اوییشن پیشنهادی برای تولید یک جنگنده فراصوت روزپرواز به نیروی هوایی ایالات متحده داد. نام آن به خاطر زاویهٔ چهل و پنج درجهٔ بال آن سیبر۴۵ بود. این جنگنده نوع توسعه‌یافته‌تر اف-۸۶ سیبر بود. مدل یک به یک این جنگنده در تاریخ ۷ ژوئیه ۱۹۵۱ مورد بازرسی قرار گرفت و پس از بیش از صد تغییر و تبدیل هواپیمای جدید با نام اف-۱۰۰ در تاریخ ۳۰ نوامبر ۱۹۵۱ پذیرفته شد. استفاده زیاد از تیتانیوم در این هواگرد قابل‌توجه بود. در ژانویه ۱۹۵۲ نیروی هوایی ایالات متحده دو نمونهٔ اولیه سفارش داد که به دنبال آن ۲۳ فروند اف-۱۰۰ در فوریه و ۲۵۰ نیز در اوت سفارش داده شد.
وای اف-۱۰۰ای در تاریخ ۲۵ مه ۱۹۵۳ یعنی هفت ماه جلوتر از برنامه پرواز کرد و با وجود این که دارای موتور ردهٔ دی ایکس جی۵۷-پی-۷ بود به سرعت ۱٫۰۵ ماخ دست پیدا کرد. نمونهٔ اولیه بعدی در چهاردهم اکتبر ۱۹۵۳ پرواز کرد که به دنبال آن نخستین تولید اف-۱۰۰ای در تاریخ نهم اکتبر ۱۹۵۳ آغاز شد. ارزشیابی عملیاتی نیروی هوایی ایالات متحده از تاریخ ۱۴ اکتبر ۱۹۵۳ تا دسامبر ۱۹۵۵ جنگندهُ جدید را با وجود کارایی بسیار بالا به دلیل نقایص طراحی مختلف هنوز آماده برای تولید انبوه تشخیص نداد. این ارزشیابی به وسیلهٔ آزمایش‌های شایستگی عملیاتی معروف به پروژهٔ هات راد تأیید گردید. مشکل اصلی عدم ثبات در چرخش حول محور افقی بود که هواپیما را کنترل‌ناپذیر می‌ساخت و به خاطر همین نقیصه بود که تست پایلوت ارشد نورث آمریکن اوییشن، جرج ولچ، هنگام آزمایش شیرجه یک نمونهُ اولیه اف-۱۰۰ای در ۱۲ اکتبر ۱۹۵۴ کشته شد. مشکل دیگر این هواپیما در بال پسگرای آن در زاویهٔ تند حمله بود. هنگامی که هواپیما به سرعت واماندگی نزدیک می‌شد نبود نیروی بالابرنده در سر بال‌ها موجب واماندگی شدید هواپیما می‌شد. این پدید که در ارتفاع پایین به دلیل نداشتن زمان کافی برای بازیابی می‌تواند مرگبار باشد به رقص سیبر معروف شده بود.
با وجود این نقایص تأخیر در برنامه ریپابلیک اف-۸۴اف تاندراستریک فرماندهی هوایی تاکتیکی را وادار کرد که اف-۱۰۰ای اصلاح نشده را سفارش دهد. فرماندهی هوایی تاکتیکی همچنین درخواست کرد که اف-۱۰۰ای‌ها باید شکاری بمب‌افکن بوده و توانایی حمل بمب‌های هسته‌ای را داشته باشند. اف-۱۰۷ نوع توسعه‌یافته اف-۱۰۰ بود که دارای سرعت دو ماخ بوده و هواکش آن روی هواپیما در پشت اتاقک خلبان قرار داشت. برنامهُ اف-۱۰۷ کنسل شد و جای خود را به ریپابلیک اف-۱۰۵ ثاندرچیف داد.

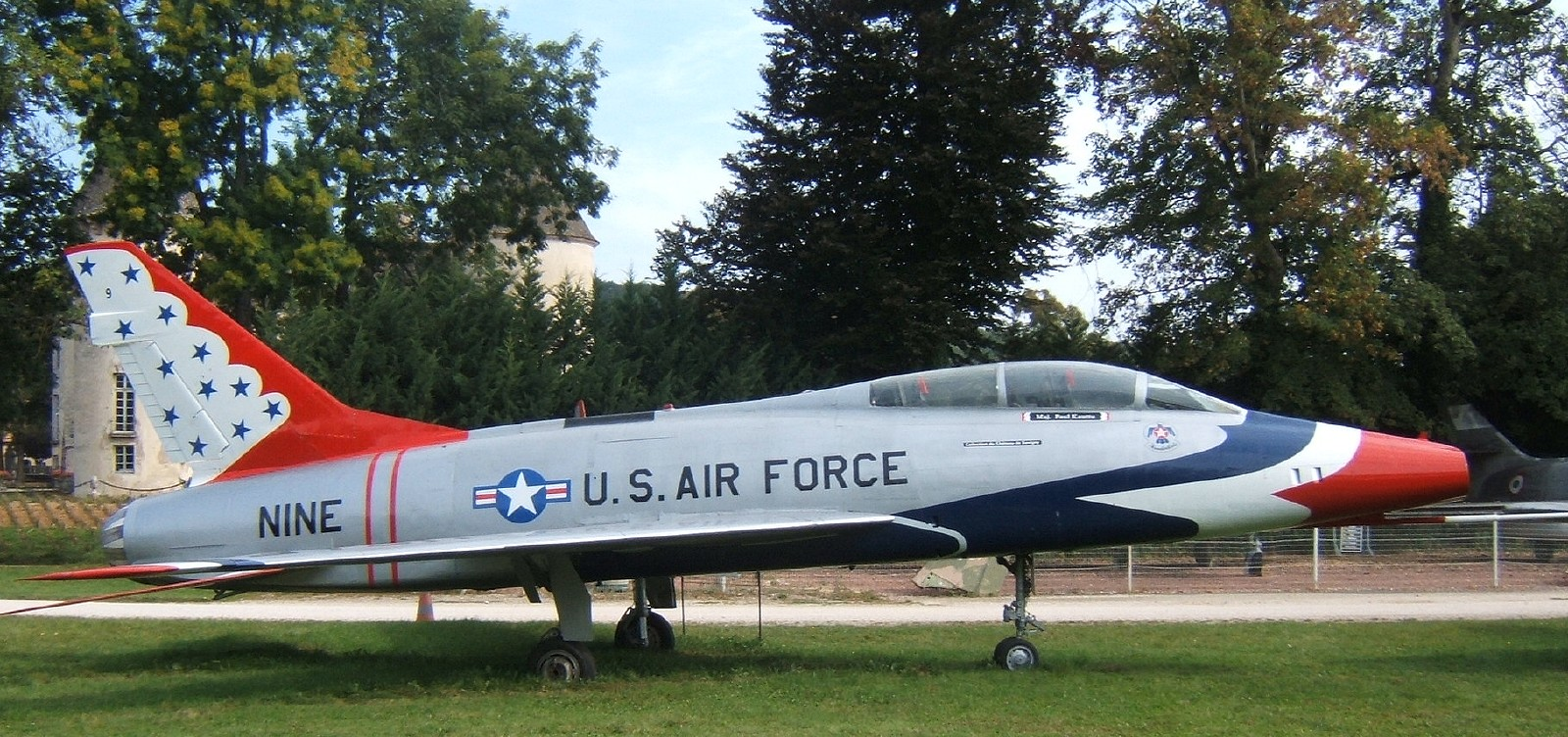
اف-۱۰۰اف

## تاریخچهُ عملیات
اف-۱۰۰ای رسماً در تاریخ ۲۷ سپتامبر ۱۹۵۴ وارد خدمت نیروی هوایی ایالات متحدهٔ آمریکا شد. تا دهم نوامبر ۱۹۵۴ اف-۱۰۰ای‌ها به دلیل عدم ثبات در پرواز، نقایص ساختاری، نقیصه در سیستم هیدرولیک دچار شش سانحه شدند و نیروی هوایی مجبور شد که کل ناوگان را تا فوریه ۱۹۵۵ زمینگیر کند و بالاخره این ناوگان در سپتامبر ۱۹۵۵ عملیاتی شد. به دلیل مشکلاتی که هنوز ادامه داشت از سال ۱۹۵۸ نیروی هوایی به تدریج آغاز به بازنشسته کردن اف-۱۰۰ای‌ها نمود و آخرین هواپیما در سال ۱۹۶۱ از خدمت خارج شد. تا آن زمان ۴۷ هواپیما در سانحه از میان رفتند. با بالا گرفتن تنش به دلیل ساخت دیوار برلین در اوت ۱۹۶۱ نیروی هوایی ایالات متحده مجبور شد تا دوباره اف-۱۰۰ای‌ها را در سال ۱۹۶۲ به خدمت فرابخواند. این هواپیما بالاخره در سال ۱۹۷۰ دوباره از رده خارج شد.
فرماندهی هوایی تاکتیکی در مارس ۱۹۵۴ درخواست تولید اف-۱۰۰سی به عنوان شکاری بمب افکن را کرده بود. این هواپیماها در چهاردهم ژوئیه ۱۹۵۵ وارد خدمت شدند.
اف-۱۰۰سی‌ها با وجود این که همهٔ نقایص اف-۱۰۰ای‌ها را داشتند، ولی بهترین راه حل موقت برای نیروی هوایی آمریکا بودند. موتور بهینه‌شدهٔ جی۵۷-پی-۲۱ کارایی را افزایش می‌داد، ولی هنوز مشکل واماندگی کمپرسور را داشت. نکتهُ مثبت اف-۱۰۰سی‌ها این بود که به خاطر سرعت بالا سکوی فوق‌العاده‌ای برای پرتاب بمب‌های هسته‌ای بودند.
تا ژوئن ۱۹۷۰ که اف-۱۰۰سی‌ها از رده خارج شدند ۸۵ فروند آن‌ها در اثر سانحه از بین رفته بود.
اف-۱۰۰دی قرار بود کمبودهای تهاجمی اف-۱۰۰سی را با اولویت قرار دادن توانایی‌های یک جنگنده زمینی جبران کند. توانایی نبرد هوایی برای این هواپیما در درجهُ دوم اهمیت قرار داشت. در سال ۱۹۵۹ شصت و پنج فروند اف-۱۰۰دی دارای توانایی پرتاب موشک هوابه زمین ای‌جی‌ام-۱۲ بالپاپ شدند. برای برطرف کردن نقایص پروازی نیز گسترهٔ بال ۶۶ سانتیمتر و محیط دم عمودی ۲۷٪ افزایش یافت.
نخستین اف-۱۰۰دی در ۲۴ ژانویه ۱۹۵۶ به وسیلهٔ خلبان دانیل دارنل به پرواز درآمد و در تاریخ ۲۹ سپتامبر ۱۹۵۶ وارد خدمت در نیروی هوایی آمریکا شد. بد کار کردن ارابه فرود و چتر ترمز در اف-۱۰۰دی چند فروند از این هواپیما را از میان برد. میلهٔ سوخترسانی هوایی نیز در سرعت بالا در این هواپیما شکننده بود.
نیروی هوایی آمریکا تا سال ۱۹۶۸ که اف-۱۰۰ دی را از رده خارج کرد ۵۰۰ فروند از این هواپیما را در سانحه از دست داده بود.
اف-۱۰۰ در طول دوران خدمت دستخوش تغییر و تحولات بسیاری شد. این تغییرات عبارت بودند از بهینه‌سازی الکترونیک، تقویت ساختاری و پروژه‌هایی برای آسانسازی تعمیر و نگهداری این هواپیما. یکی از جالب‌ترین این تغییرات جایگزین کردن پس‌سوز پیشرفته‌تر شکاری رهگیر اف-۱۰۲ دلتا دگر به جای پس‌سوز موتور جی-۵۷ بود. این تغییر نمای پس‌سوز اف-۱۰۰ را تغییر داد. این تغییر پس‌سوز در دههُ ۱۹۷۰ آغاز شد که مشکلات تعمیر و نگهداری را حل کرده و مشکلات عملیاتی آن را از جمله واماندگی کمپرسور حل نمود.
اف-۱۰۰اف نوع آموزشی دو کاکپیته بود که در سال ۱۹۵۸ وارد خدمت گردید. بسیاری از بهینه‌سازی‌ها از جمله در زمینه اسلحه و بدنه و پس‌سوز که روی اف-۱۰۰دی انجام شده بود روی اف-۱۰۰اف نیز انجام شد. تا سال ۱۹۷۰ هفتاد و چهار فروند اف-۱۰۰اف در سانحه نابود شدند.
تا سال ۱۹۷۲ اف-۱۰۰ در نیروی هوایی آمریکا بازنشسته شد، ولی در گارد ملی هوایی به خدمت خود به عنوان جنگندهٔ تاکتیکی ادامه داد. با بازنشسته شدن اف-۱۰۰ در گارد ملی هوایی در سال ۷۹ هواپیماهای اف-۴ فانتوم ۲، ای-۷ کورسر ۲ و ای-۱۰ تاندربولت ۲ جایگزین این هواپیما شدند. اف-۱۰۰ در نیروی هوایی دانمارک و ترکیه تا سال ۱۹۸۲ مشغول خدمت بود.
اف-۱۰۰ در طول دورهٔ خدمت در نیروی هوایی دچار ۸۸۹ سانحه منجر به نابودی شد و ۳۲۴ خلبان در این سوانح کشته شدند. مرگبارترین سال برای اف-۱۰۰ سال ۱۹۵۸ بود که در آن ۱۱۶ اف-۱۰۰ از بین رفته و ۴۷ خلبان کشته شدند.
پس از این که اف-۱۰۰ بازنشسته شد، تعداد بسیاری از این هواپیماها تبدیل به هدف پرندهٔ کنترل از راه دور شدند که به نام کیو-اف-۱۰۰ معروف شدند.

### جنگ ویتنام

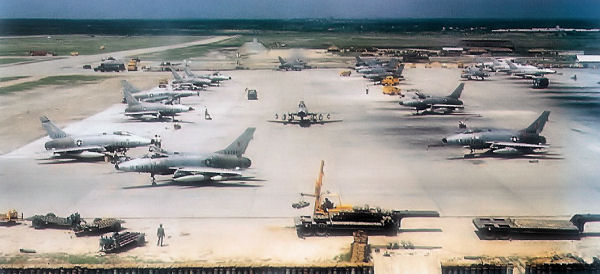
اسکادران اف-۱۰۰دی در پایگاه هوایی بین‌هوای ویتنام جنوبی، در اواخر ژوئن و اوائل ژوئیه ۱۹۶۵

در تاریخ ۱۶ آوریل ۱۹۶۱ شش فروند سوپرسیبر از پایگاه هوایی کلارک در فیلیپین به پایگاه هوایی دن وانگ در تایلند برای دفاع هوایی منتقل شد. این شش فروند نخستین اف-۱۰۰هایی بودند که وارد نبردهای جنوب شرقی آسیا شدند. از آن تاریخ تا سال ۱۹۷۱ اف-۱۰۰ طولانی‌ترین مدت خدمت در ویتنام را در میان شکاری بمب‌افکن‌ها داشت.
در تاریخ ۱۸ اوت ۱۹۶۴ نخستین اف-۱۰۰دی به وسیلهٔ دفاع زمینی ویتنام سرنگون شد. خلبان این جنگنده ستوان یکم کالین ای کلارک بود که اجکت کرده و زنده ماند. در تاریخ ۴ آوریل ۱۹۶۵ اف-۱۰۰ها هنگام اسکورت اف-۱۰۵ها در حال حمله به پل تانهوا بودند که دو فروند اف-۱۰۰ وارد نبرد هوایی با یک دو میگ-۱۷ نیروی هوایی ویتنام شمالی شد. یک فروند از این میگ-۱۷ها با تیربار و یک فروند دیگر با موشک سایدوایندر سرنگون گردید. این نخستین پیروزی هوایی ایالات متحده در جنگ ویتنام بود. بعداً شکاری بمب‌افکن اف-۴سی جایگزین اف-۱۰۰ در جنگ ویتنام شد.

### جنگ الجزایر
نیروی هوایی فرانسه اف-۱۰۰های خود را در جنگ الجزایر به کار برد. اف-۱۰۰ در دههُ ۱۹۶۰ جنگندهُ اصلی نیروی هوایی فرانسه بود و پس از آن جنگنده جگوار جایگزین آن گردید.

### بحران قبرس
نیروی هوایی ترکیه جنگنده اف-۱۰۰ خود را در سال ۱۹۷۴ همراه با اف-۱۰۴جی استارفایتر برای پشتیبانی هوایی از نیروهای زمینی و همچنین بمباران هدف‌هایی در نزدیکی نیکوزیا به کار گرفت.

## دستاوردهای قابل توجه
منبع: ناک
- نخستین هواپیمای عملیاتی نیروی هوایی آمریکا بود که توانست در یک ارتفاع ثابت فراتر از سرعت صوت پرواز کند.
- در تاریخ ۲۹ اکتبر ۱۹۵۳ نمونهُ اولیه وای‌اف-۱۰۰ای رکورد جهانی سرعت ۱۲۱۵٫۲۹۵ کیلومتر در ساعت را در ارتفاع پایین از خود به جای گذاشت.
- در تاریخ ۲۰ اوت ۱۹۵۵ یک فروند اف-۱۰۰سی رکورد جهانی سرعت ۱۳۲۳٫۰۹۸ کیلومتر در ساعت را از خود به جای گذاشت.
- در تاریخ ۴ سپتامبر ۱۹۵۵ یک فروند اف-۱۰۰سی رکورد بندیکس تروفی را به خاطر پیمودن ۳۷۴۵ کیلومتر با سرعت میانگین ۹۸۲٫۸۶۸ کیلومتر در ساعت شکست.
- در تاریخ ۲۶ دسامبر ۱۹۵۶ دو فروند اف-۱۰۰دی برای نخستین بار در جهان عملیات سوخت‌رسانی به همسان را انجام دادند.
- در تاریخ سیزدهم مه ۱۹۵۷ سه فروند اف-۱۰۰سی رکورد مسافت هواپیماهای تک موتوره را با پیمودن مسافت لندن تا لوس آنجلس (۱۰۸۰۵ کیلومتر) را در مدت زمان ۱۴ ساعت و ۴ دقیقه شکستند. در طی این پرواز عملیات سوختگیری هوایی انجام شد.

## ورژن‌ها

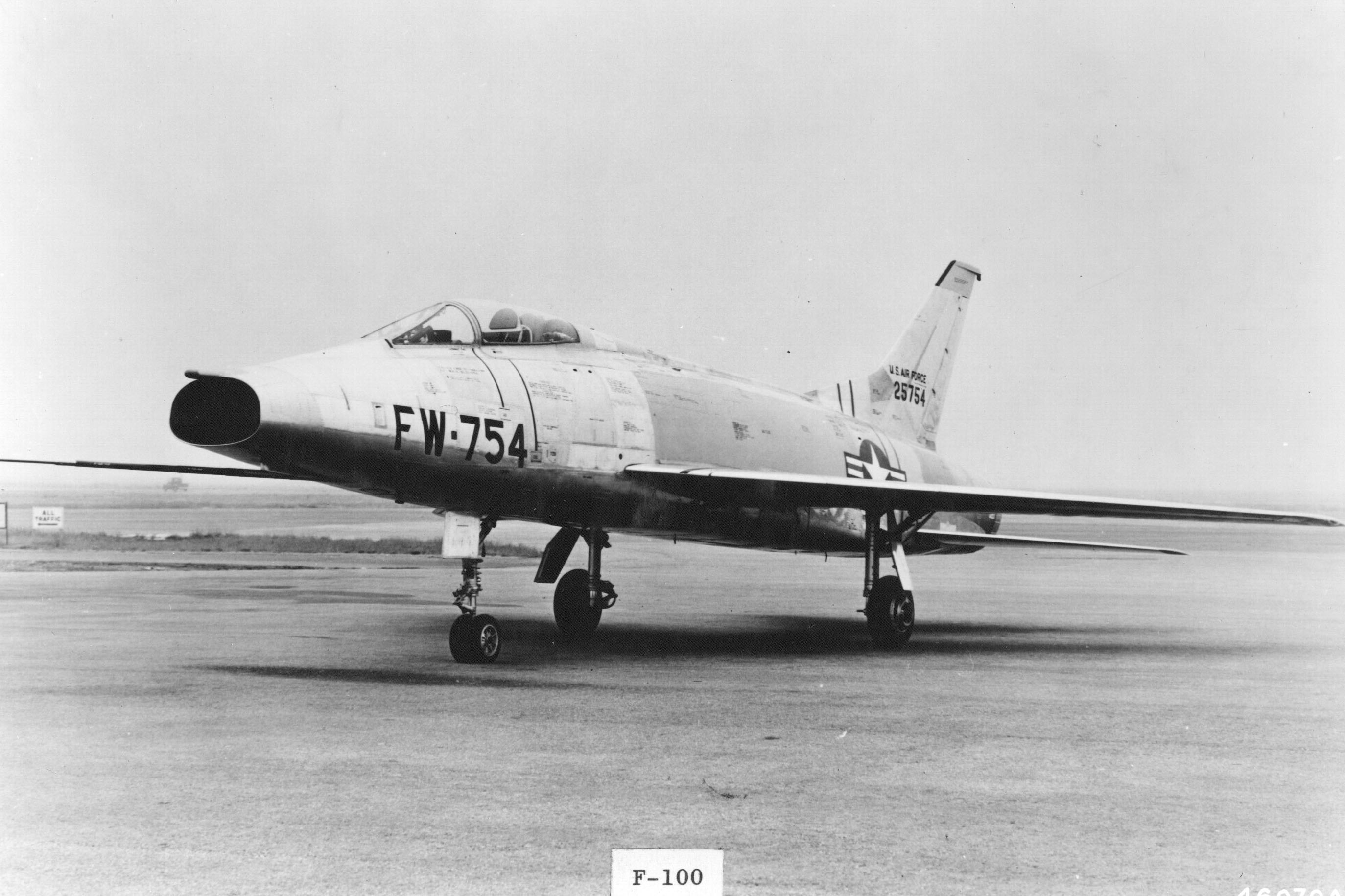
وای اف-۱۰۰ای (شماره سریال۵۷۵۴–۵۲)

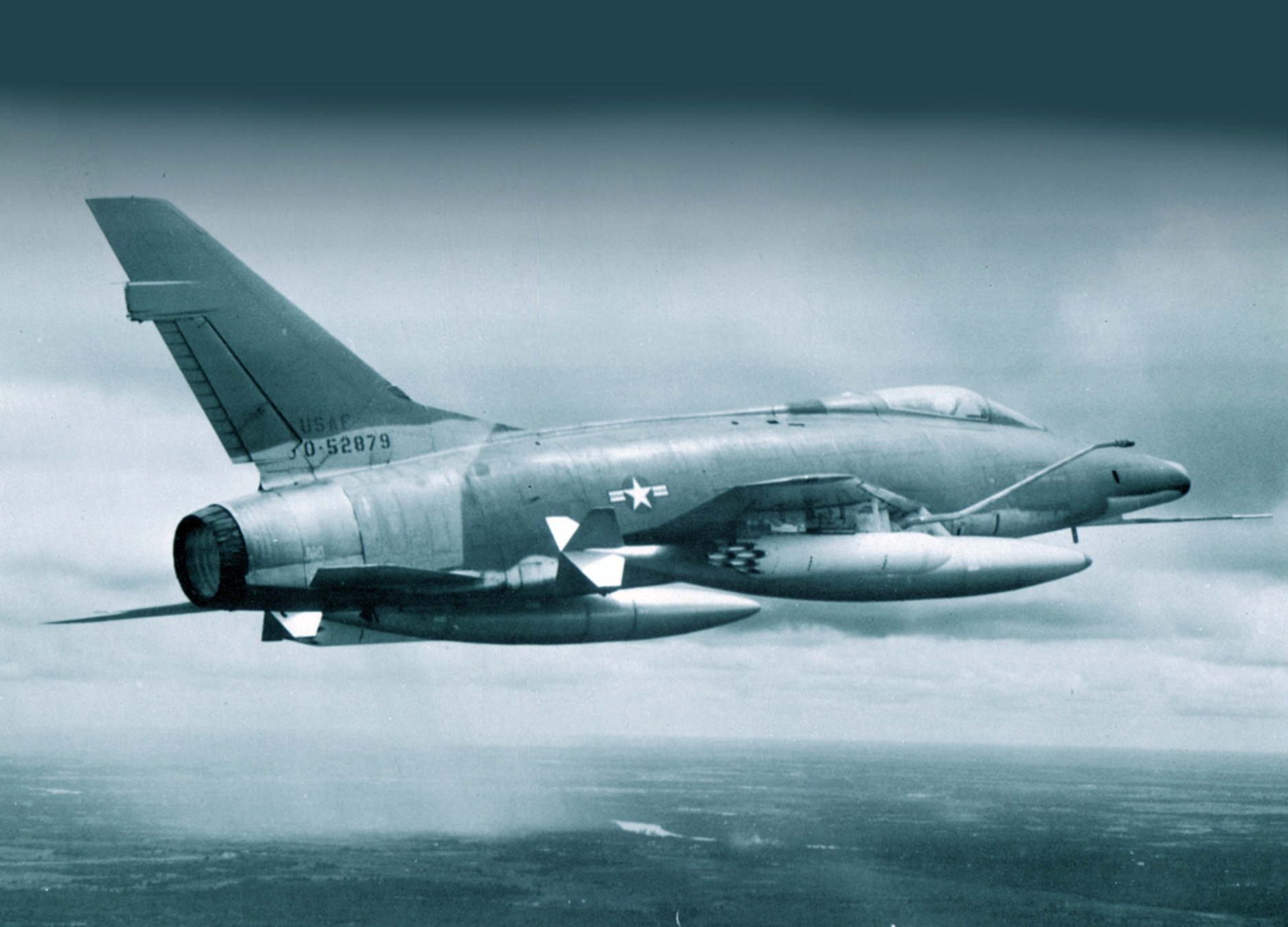
اف-۱۰۰دی

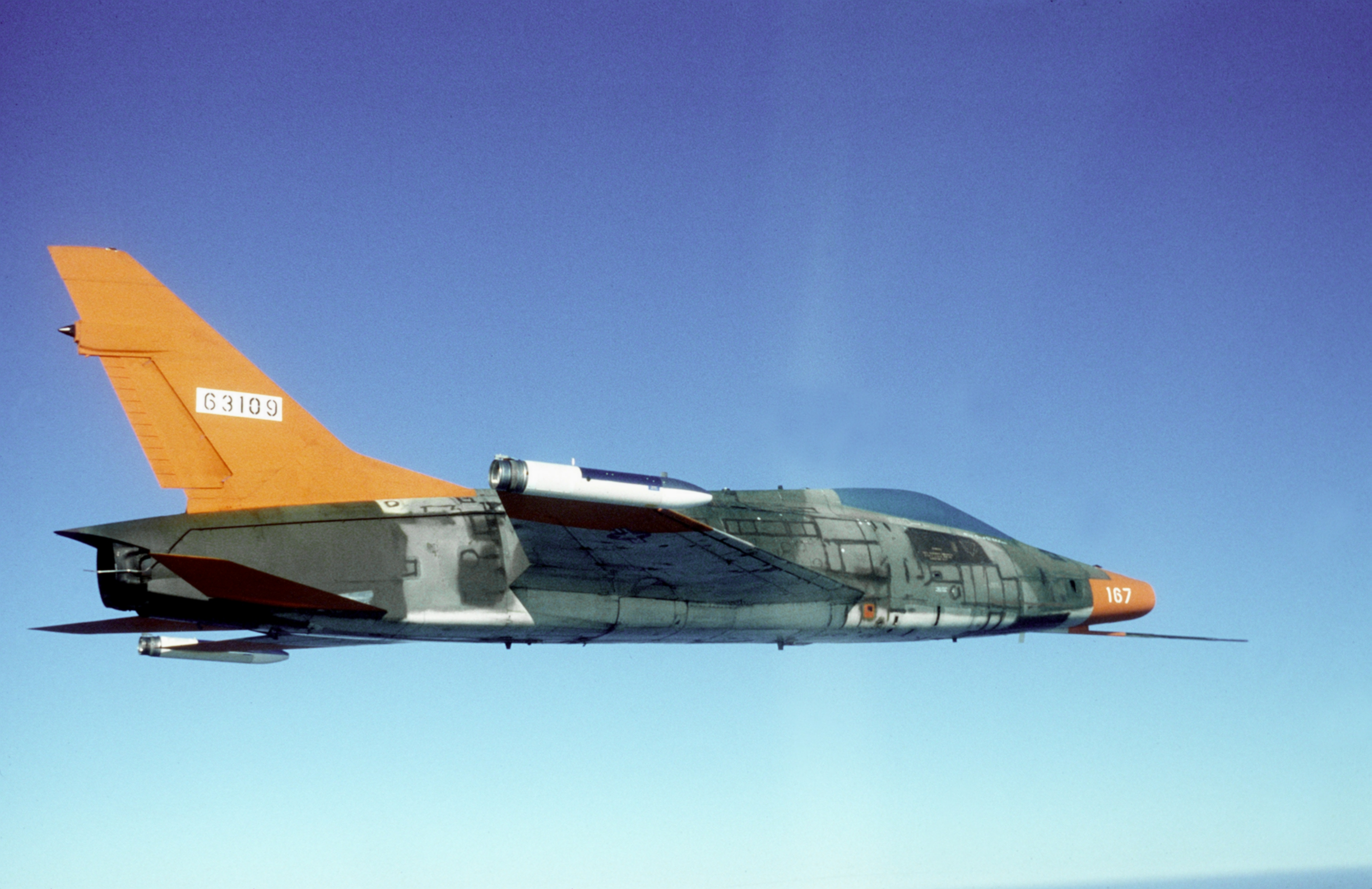
یک فروند کیواف-۱۰۰دی در سال ۱۹۸۶ در آسمان فلوریدا

- وای اف-۱۰۰ای

نمونهٔ اولیه مدل ان‌ای-۱۸۰، دو فروند ساخته شد، شماره سریال۵۷۵۴–۵۲ و ۵۷۵۵
- وای‌کیواف-۱۰۰

هدف پرنده به تعداد نه فروند ساخته شد.
- اف-۱۰۰ای

جنگندهٔ تک سرنشینهُ روزپرواز. ۲۰۳ فروند ساخته شد. مدل ان‌ای-۱۹۲
- آراف-۱۰۰ای

شش فروند اف-۱۰۰ای در سال ۱۹۵۴ برای عکسبرداری شناسایی بهسازی شدند. این نوع غیرمسلح بوده و دارای دوربینی زیر بدنه بود و برای عملیات شناسایی بر فراز کشورهای بلوک شوروی در اروپا و همچنین خاور دور به کار می‌رفت. در سال ۱۹۵۸ بازنشسته شد. چهار فروند آن به جمهوری چین داده شد که در سال ۱۹۶۰ در این کشور نیز بازنشسته گردید.
- اف-۱۰۰بی

به اف-۱۰۷ مراجعه کنید.
- اف-۱۰۰بی آی

نوع شکاری رهگیر پیشنهادی اف-۱۰۰بی که هرگز طرح آن فراتر از یک ماک‌آپ پیشرفت نکرد.
- اف-۱۰۰سی

هفتاد فروند مدل ان ای۲۱۴ و ۳۸۱ فروند مدل ان‌ای-۲۱۷. دارای تانک سوخت زاپاس در زیر بال‌ها. دارای ویژگی‌های یک شکاری بمب‌افکن. ارتقاء یافته با موتور جی۵۷-پی-۲۱. نخستین پرواز در مارس ۱۹۵۴.
- تی اف-۱۰۰سی

یک فروند اف-۱۰۰سی تغییریافته به هواپیمای آموزشی دوسرنشینه.
- اف-۱۰۰دی

شکاری بمب‌افکن تک‌سرنشینهٔ با سیستم‌های هوانوردی پیشرفته‌تر و بال‌ها و دم عمودی بزرگتر. نخستین پرواز در تاریخ ۲۴ ژانویه ۱۹۵۶. هزار و دویست و هفت و چهار فروند ساخته شد.
- اف-۱۰۰اف

ورژن آموزشی دوسرنشینه. در این نوع تیربار از چهار دستگاه به دو دستگاه کاهش یافته. نخستین پرواز در تاریخ هفتم مارس ۱۹۵۷. سیصد و سی و نه فروند ساخته شد.
- کیواف-۱۰۰

۲۰۹ فروند مدل‌های دی و اف که تبدیل شده به هواپیمای بدون سرنشین با کنترل رادیویی به عنوان هدف پرنده برای تمرین جنگنده‌ها در نیروی هوایی آمریکا.
- تی اف-۱۰۰اف

نامگذاری نیروی هوایی دانمارک به چهارده فروند اف-۱۰۰اف که در سال ۱۹۷۴ به این کشور تحویل شد برای متمایز ساختن این چهارده فروند از ده فروند اف-۱۰۰افی که بین سال‌های ۱۹۵۹ تا ۱۹۶۱ تحویل این کشور شده بود.
- اف-۱۰۰جی

ورژن صادراتی برای ژاپن که هرگز ساخته نشد.
- اف-۱۰۰ال

با موتور جی۵۷-پی-۵۵ که هرگز ساخته نشد.
- اف-۱۰۰ان

با سیستم‌های هوانوردی ساده شده که هرگز ساخته نشد.

## کاربران غیرآمریکایی

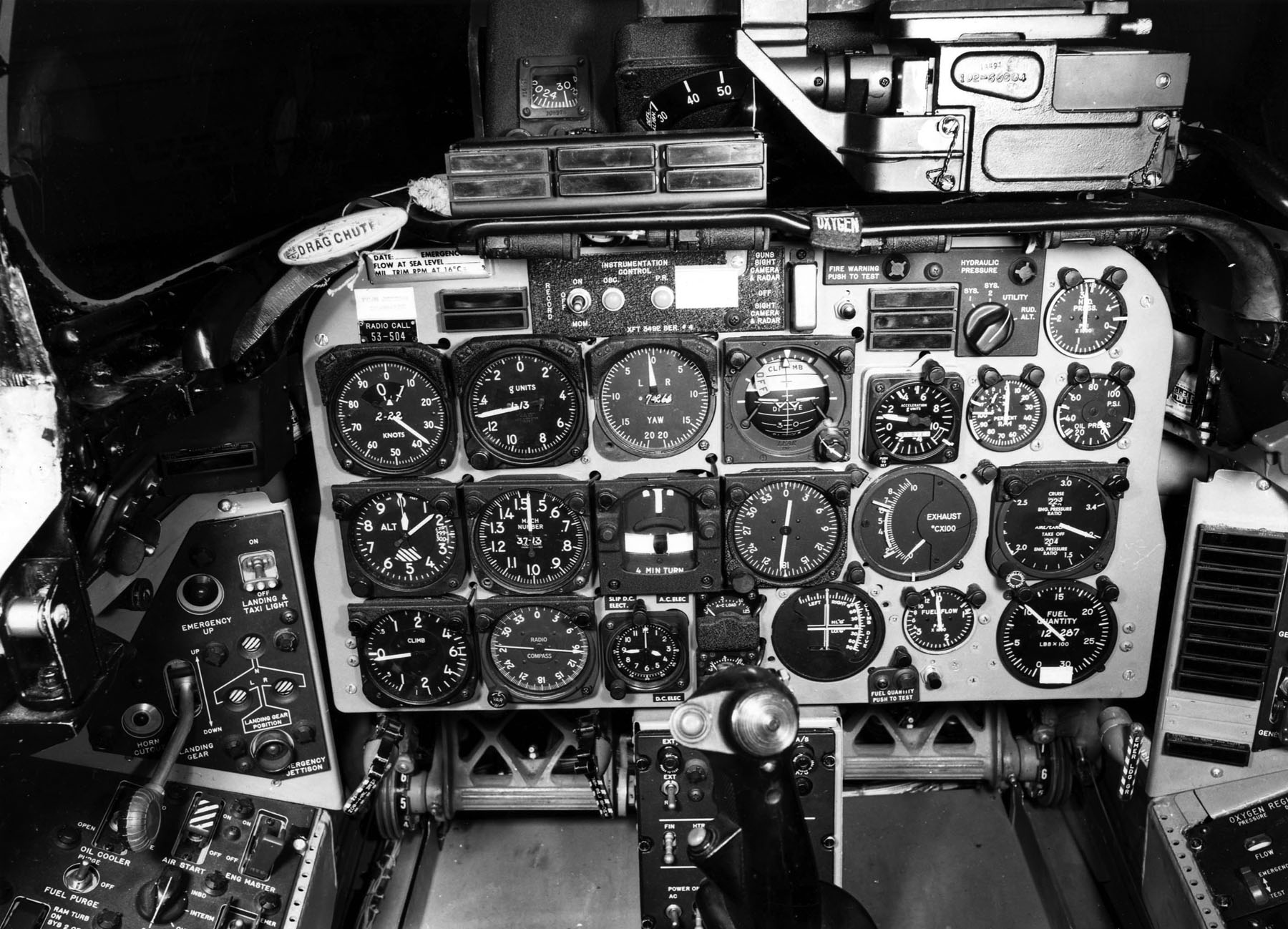
اتاقک خلبان اف-۱۰۰دی

تایوان
- نیروی هوایی جمهوری چین (تایوان)

نخستین اف-۱۰۰ در اکتبر ۱۹۵۸ به این کشور تحویل شد و در پی آن پانزده فروند اف-۱۰۰ای در سال ۱۹۵۹ و شصت و پنج فروند دیگر اف-۱۰۰ای در سال ۱۹۶۰ به این کشور تحویل گردید. در سال ۱۹۶۱ نیز چهار فروند آراف-۱۰۰ای به این کشور تحویل شد و سی و هشت فروند اف-۱۰۰ای دیگر که قبلاً متعلق به نیروی هوایی آمریکا بوده و در آن زمان در گارد ملی هوایی خدمت می‌کرد نیز بعداً به این کشور تحویل گردید که مجموعاً صدوهجده فروند اف-۱۰۰ای و چهار فروند آراف-۱۰۰ای در اختیار این کشور قرار گرفت. اف-۱۰۰ای‌ها همگی مجهز به رادار ای ان/ای پی اس-۵۴ موشک هوا به هوای سایدوایندر گردیدند. چندین فروند اف-۱۰۰ هنگام انجام عملیات شناسایی بر فراز جمهوری خلق چین سرنگون شدند.
 دانمارک
- نیروی هوایی پادشاهی دانمارک

مجموعاً ۷۲ فروند اف-۱۰۰ در این کشور مشغول خدمت شدند. این ۷۲ فروند شامل ۴۸ فروند اف-۱۰۰دی و ۲۴ فروند اف-۱۰۰اف می‌شد که بین سال‌های ۱۹۵۹ تا ۱۹۷۴ تحویل این کشور گردیدند. آخرین اف-۱۰۰ در سال ۱۹۸۲ در نیروی هوایی دانمارک بازنشسته شد. هواپیماهای ساب۳۵ دراکن و اف-۱۶ جایگزین این هواپیما شدند. دانمارک ۲۱ فروند اف-۱۰۰دی و ۲ فروند اف-۱۰۰اف را نیز به ترکیه فروخت.
 فرانسه
- نیروی هوایی فرانسه

فرانسه نخستین کشور متحد آمریکا بود که اف-۱۰۰ دریافت نمود. نخستین اف-۱۰۰ در مه ۱۹۵۸ به این کشور تحویل داده شد. مجموعاً فرانسه دارای ۸۵ فروند اف-۱۰۰دی و ۱۵ فروند اف-۱۰۰اف گردید. اف-۱۰۰های فرانسه در عملیات نظامی علیه هدف‌هایی در خاک الجزایر شرکت نمودند. در سال ۱۹۶۷ فرانسه ناتو را ترک کرد و اف-۱۰۰های فرانسه که در پایگاه‌های آلمان مستقر بودند به این کشور بازگردانده شدند و در پایگاه‌هایی که آمریکایی‌ها آن‌ها را تخلیه کرده بودند مستقر شدند.
 ترکیه
- نیروی هوایی ترکیه

مجموعاً ترکیه ۲۰۶ فروند اف-۱۰۰سی، دی و اف دریافت کرد. ۲۲ فروند از آن‌ها را از دانمارک دریافت کرد و بقیه را از آمریکا دریافت نمود. اف-۱۰۰ها در عملیات نظامی سال ۱۹۷۴ علیه قبرس بسیار فعال بودند.

## ویژگی ها (اف-۱۰۰دی)

### ویژگی‌های کلی
مشخصات هواپیما
کرو= ۱

طول: ۱۵٫۲ متر

طول بال: ۱۱٫۸۱ متر

ارتفاع: ۴٫۹۵ متر

مساحت بال: ۳۷ متر مربع
وزن خالی: ۹۵۰۰ کیلوگرم

وزن با بار: ۱۳۰۸۵ کیلوگرم
بیشینه وزن برخاست: ۱۵۸۰۰ کیلوگرم
موتور: یک موتور پرات اند ویتنی جی۵۷-پی-۲۱/۲۱آ توربوجت

### کارایی
ماگزیمم سرعت: ۱۳۹۰ کیلومتر در ساعت(۱٫۱۳ ماخ)

برد: ۳۲۱۰ کیلومتر
سقف پرواز: ۱۵۰۰۰ متر
سرعت اوج‌گیری: ۱۱۴ متر بر ثانیه
بارگیری بال: ۳۵۲ کیلوگرم در متر مربع

### اسلحه
تیربار: چهار پونتیاک ام۳۹ای۱ بیست میلی‌متری

موشک: چهار فروند موشک ایم-۹ سایدوایندر یا دو فروند ای‌جی‌ام-۱۲ بالپاپ

بمب: ۳۱۹۰ کیلوگرم بمب چندمنظوره یا بمب‌های هسته‌ای از قبیل ام کی۷، ام کی۲۸، ام کی۳۸، ام کی۴۳

### سیستم‌های هوانوردی
خلبان خودکار مینیاپلیس هانیول ام بی-۳

سیستم ای‌ان/ای‌جی‌بی-۱بی برای بمباران در ارتفاع پایین

رادار ای‌ان/ای‌پی‌آر-۲۶

## نگارخانه ۱

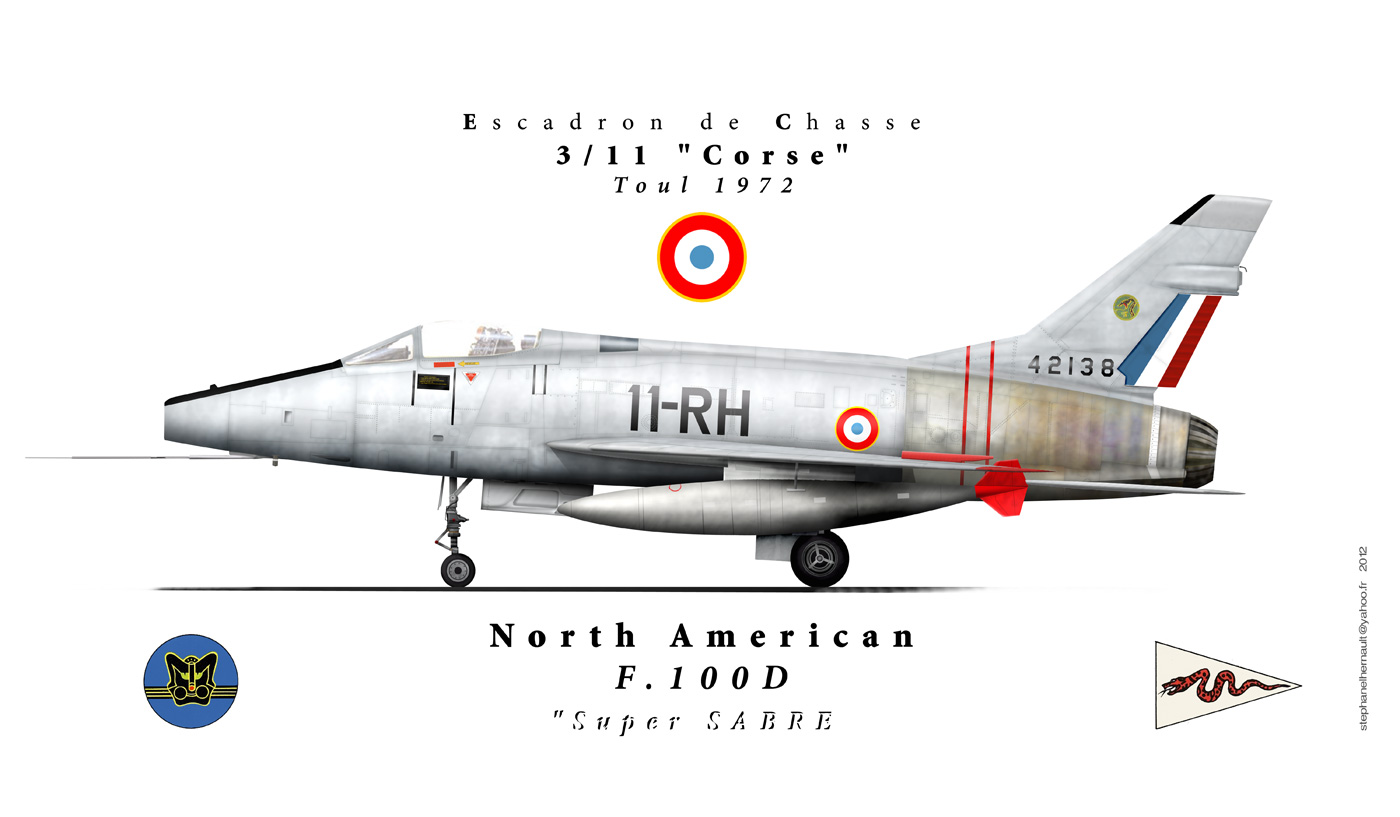
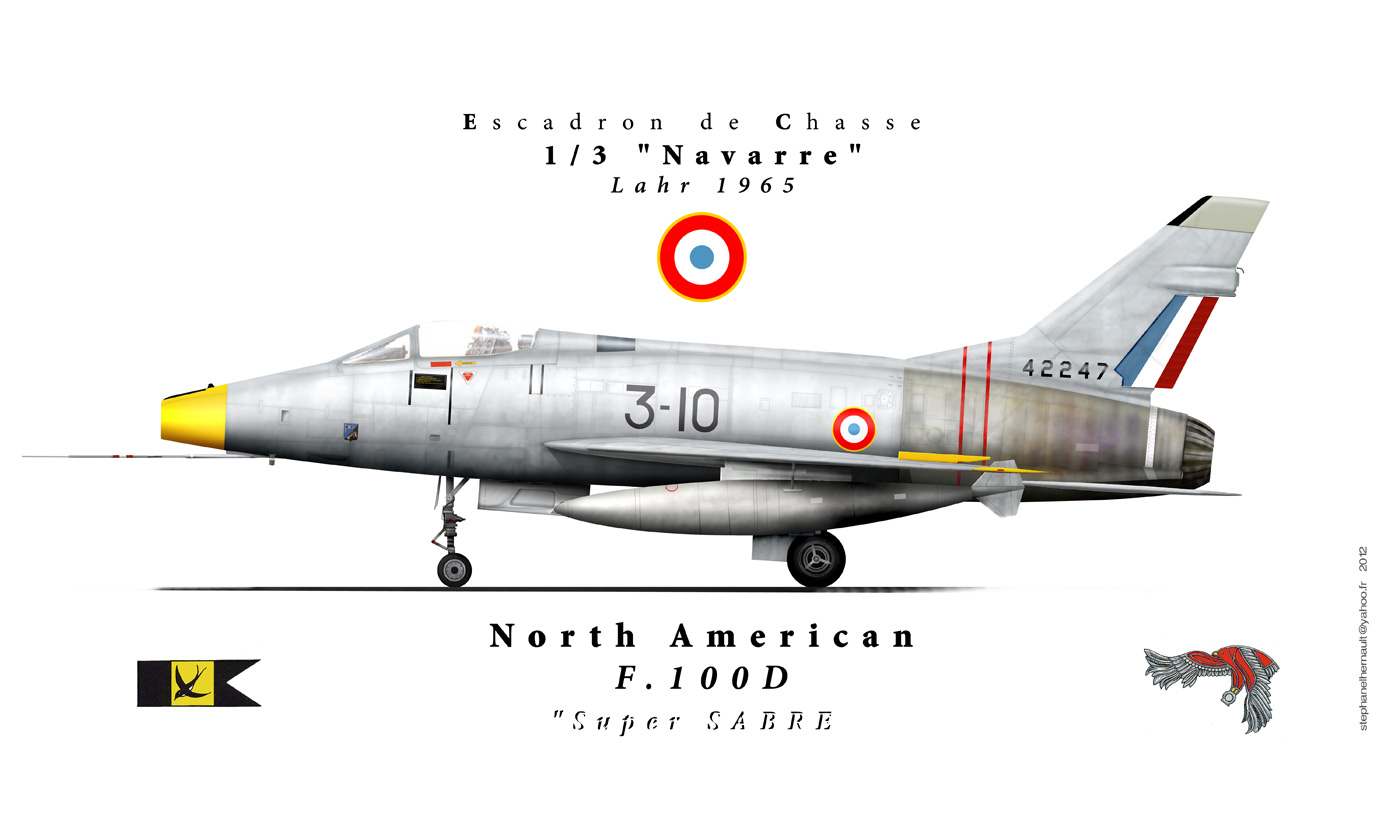
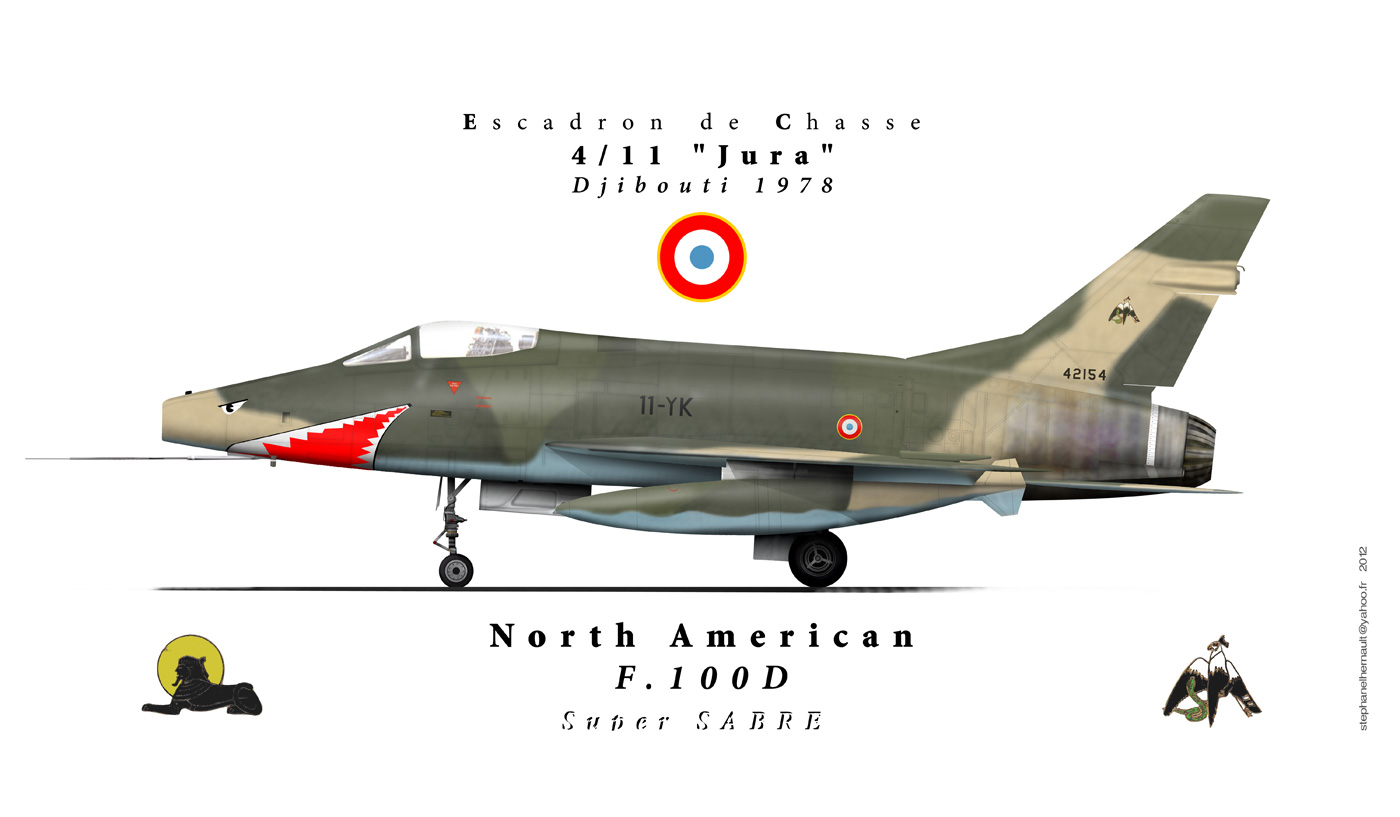
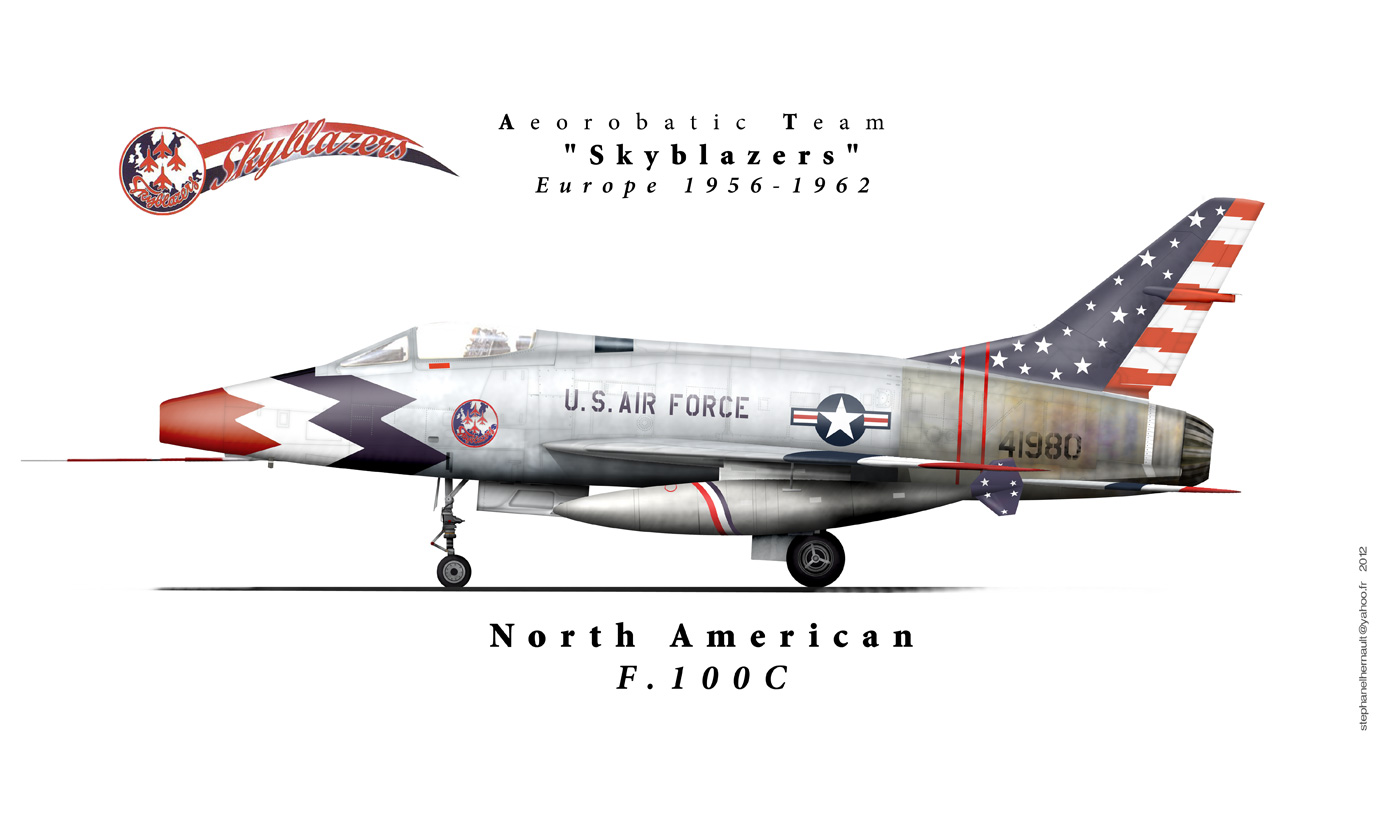

## نگارخانه ۲

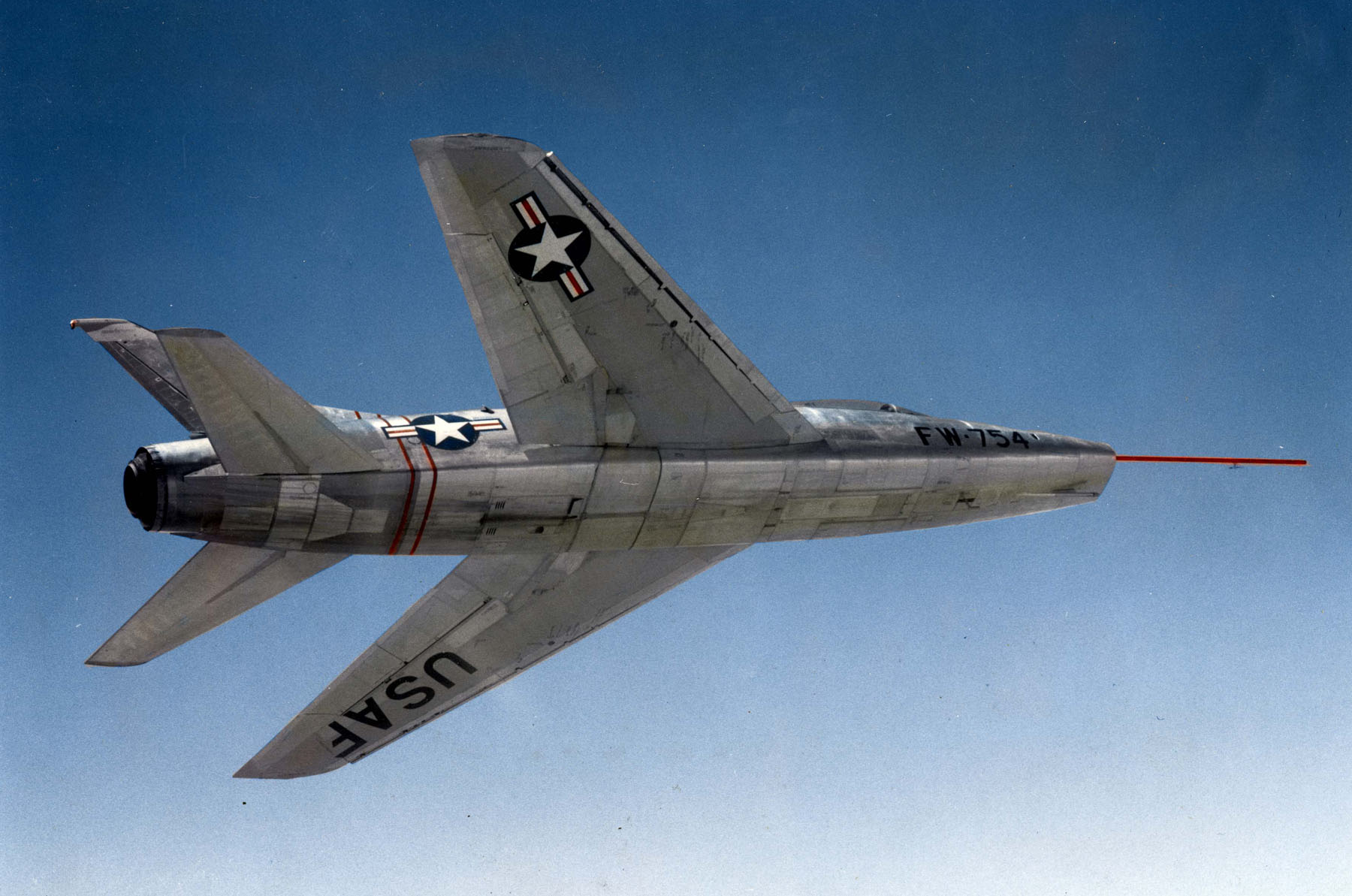
نمونهٔ اولیه اف-۱۰۰.
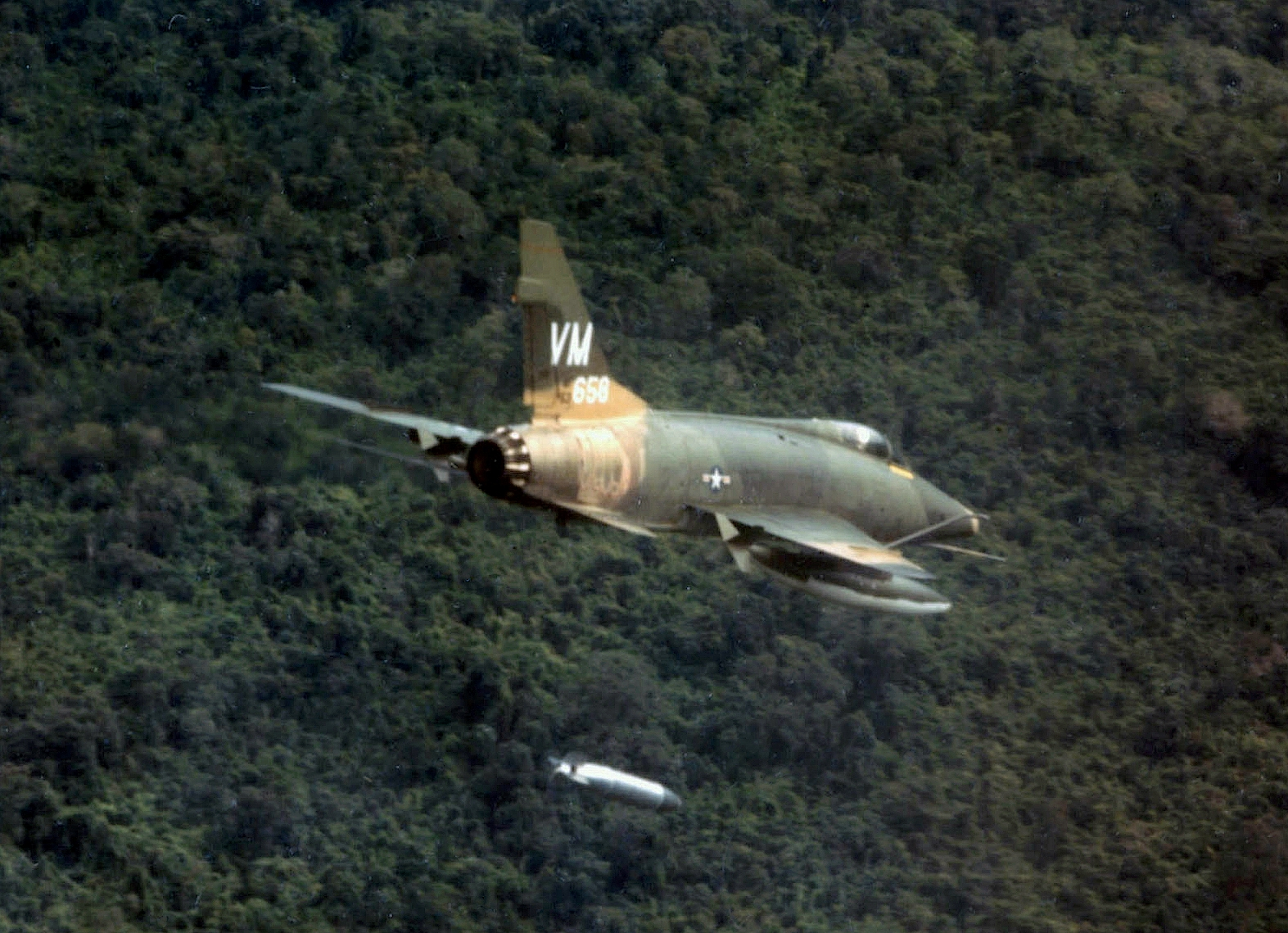
یک فروند اف-۱۰۰دی در حال پرتاب بمب ناپالم در نزدیکی بینهوا.
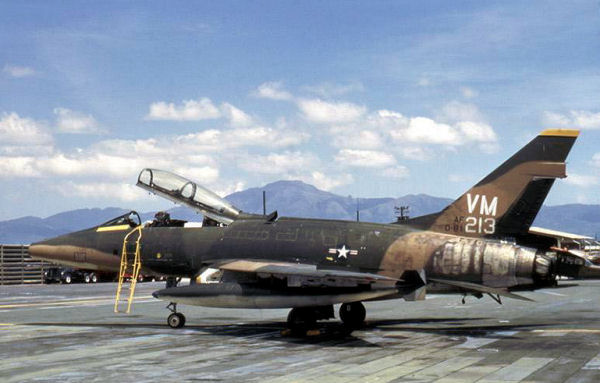
نوع دو سرنشینهٔ اف-۱۰۰ به نام اف-۱۰۰اف.